# Березники (Вологодская область)
Березники — деревня в Шекснинском районе Вологодской области.
Входит в состав сельского поселения Ершовского, с точки зрения административно-территориального деления — в Ершовский сельсовет.
Расстояние по автодороге до районного центра Шексны — 29,4 км, до центра муниципального образования Ершово — 4,4 км.
По данным переписи в 2002 году постоянного населения не было.